# Списък на политическите партии в Люксембург
Люксембург има многопартийна система.

## Парламентарно представени партии
| Партия/коалиция                                   | Места в парламента (2013) | Идеология               |
| ------------------------------------------------- | ------------------------- | ----------------------- |
| Християнска социална народна партия               | 23                        | Християндемокрация      |
| Люксембургска социалистическа работническа партия | 13                        | Социалдемокрация        |
| Демократическа партия                             | 13                        | Либерализъм             |
| Зелените                                          | 6                         | Зелена политика         |
| Алтернативна демократична реформаторска партия    | 3                         | Консерватизъм           |
| Левица                                            | 2                         | Демократичен социализъм |